# CGC Viareggio 1971
Questa voce raccoglie le informazioni riguardanti il CGC Viareggio nelle competizioni ufficiali della stagione 1971.

## Stagione
Prima stagione in Serie A. Tranquilla salvezza anche perché Grosseto e Vercelli fanno pochi punti.

## Maglie e sponsor
|  | 1ª divisa | 2ª divisa |

## Rosa
| N. |                   | Ruolo | Calciatore       |
| -- | ----------------- | ----- | ---------------- |
|    | Italia (bandiera) | P     | Coppola          |
|    | Italia (bandiera) | P     | Franco Palagi    |
|    | Italia (bandiera) | E     | Musetti          |
|    | Italia (bandiera) | E     | Cinquini         |
|    | Italia (bandiera) | E     | Della Latta      |
|    | Italia (bandiera) | E     | Consorti         |
|    | Italia (bandiera) | E     | Paolo Bandieri   |
|    | Italia (bandiera) | E     | Riccardo Pardini |
|    | Italia (bandiera) | E     | Salvatori        |

| N. |                   | Ruolo | Calciatore      |
| -- | ----------------- | ----- | --------------- |
|    | Italia (bandiera) | E     | Aldo Bargellini |
|    | Italia (bandiera) | E     | Lirio Valenti   |
|    | Italia (bandiera) | E     | Piacentini      |
|    | Italia (bandiera) | E     | Martini         |